# 分割謬誤
分割謬誤（Division Fallacy）是一種非形式謬誤，是基於整體擁有某性質，而推論其中的部分或全部個體都具備該性質，這是一種以全概偏；相對地則有合成謬誤：某物的某部分具有某性質，故某物具有某性質。在亞里斯多德的 Sophistical Refutations 中提及了兩者。
亞里斯多德的辨谬篇讨论了分割謬誤。  

## 示例
- 這支交響樂團非常出色。因此，交響樂團中的每一位樂師都非常出色。

解說：樂團好壞端視團隊合作而定，和樂師的個人水平未必有高度的關聯，一些水準平均的樂師，在好的樂團中也可能會有更好的生產力。
- 宇宙已存在一百億年，宇宙是由分子組成的，因此宇宙中的每個分子都已存在一百億年。

解說：宇宙中的分子時時刻刻都在分分合合，未必每個分子都已經存在了一百億年。
- 北韓是世界最窮的國家之一，因此北韓的每個人都很窮。

解說：北韓的統治者非常有錢，和國內多數人的生活完全不是一個檔次。

## 其他用法
在倫理層面上，分割謬誤則稱為「割席」（亦作「割蓆」）。

## 外部連結
- （英文）Logical Fallacy: Division（页面存档备份，存于）